# Trachycarpus martianus
Espèce
Classification phylogénétique
Le Trachycarpus martianus est une espèce de plantes de la famille des Arecaceae (palmiers), du genre Trachycarpus. Il a été dénommé ainsi en l'honneur de Carl Friedrich Philipp von Martius, un botaniste allemand, reconnu comme le père de la botanique sur les palmiers.
Sa silhouette rappelle certains palmiers tropicaux comme les Pritchardia ou les Copernicia. Ses palmes remarquables, régulièrement découpées, grandes et très divisées (jusqu’à 80 segments) le distingue des autres espèces du genre. Contrairement aux autres Trachycarpus, les fibres de son stipe, entrelacées et marron, ne persistent que quelques mois.
Il est considéré comme l’une des espèces de Trachycarpus les plus ornementales.

## Distribution
- Aire d'origine : Himalaya, régions du nord-est de l’Inde, du Népal et de la Birmanie, jusqu’à 2500 mètres d’altitude, la plus haute enregistrée pour une espèce du genre Trachycarpus.

## Description
- Stipe (tronc) : Jusqu’à 12 mètres de hauteur. Recouvert, comme les autres espèces du genre, d’un crin de fibres entrelacées de couleur marron clair, qui se détache facilement et laisse très tôt apparaître un stipe annelé de 10 à 15 cm de diamètre, de couleur grise.
- Feuillage, couronne : Environ 30 feuilles palmées, de 70 cm à 1m de large, de couleur vert clair sur le dessus et souvent légèrement glauque dessous. Chaque feuille comporte quelque 70 segments (contre 40 seulement pour Trachycarpus fortunei) très régulièrement divisés (à l'inverse du Trachycarpus fortunei). Le pétiole vert, de 50cm à plus d’un mètre de longueur, est recouvert d’un tomentum laineux blanc (en fait des fibres), une autre façon de reconnaître à coup sûr le Trachycarpus martianus.
- Fleurs : Les inflorescences émergent tous les ans entre les feuilles (interfoliaire). Elles sont plutôt courtes et très ramifiées. Les fleurs très nombreuses sont d’un beau jaune vif.
- Graines : Les graines du Trachycarpus martianus sont différentes de toutes les autres espèces de Trachycarpus. Habituellement réniformes et ombiliquées, celles du Trachycarpus martianus sont ovales et présentent, comme dans le genre Phoenix, une rainure sur la face ventrale de la graine.

## Culture
- Leur résistance au froid généralement admise peut aller jusqu'à des températures négatives de -10 °C.
- Les jeunes plantes se développent assez lentement les trois premières années puis la croissance s’accélère grandement.
- Le Trachycarpus martianus se rencontre sur sol acide dans son habitat naturel. Il semble que les difficultés de culture prétendues de ce somptueux palmier soit dues à l’utilisation d’un sol au Ph trop élevé.

## Usages
Pas d’utilisation spécifique mentionnée.